# Bão Trami (2024)
Bão Trami (Tiếng Việt: Trà Mi, tên gọi ở  Philippines là Bão Kristine, và được Việt Nam định danh là Bão số 6 năm 2024) là một xoáy thuận nhiệt đới trong Mùa bão Tây Bắc Thái Bình Dương 2024, đã gây ảnh hưởng đến một số nước châu Á bao gồm Philippines, Việt Nam, Thái Lan và Trung Quốc.
Nhìn chung, Trami đã gây ra 181 trường hợp tử vong, 22 người được báo cáo mất tích và 151 người khác bị thương, gây thiệt hại ước tính khoảng 374 triệu USD.

## Lịch sử khí tượng

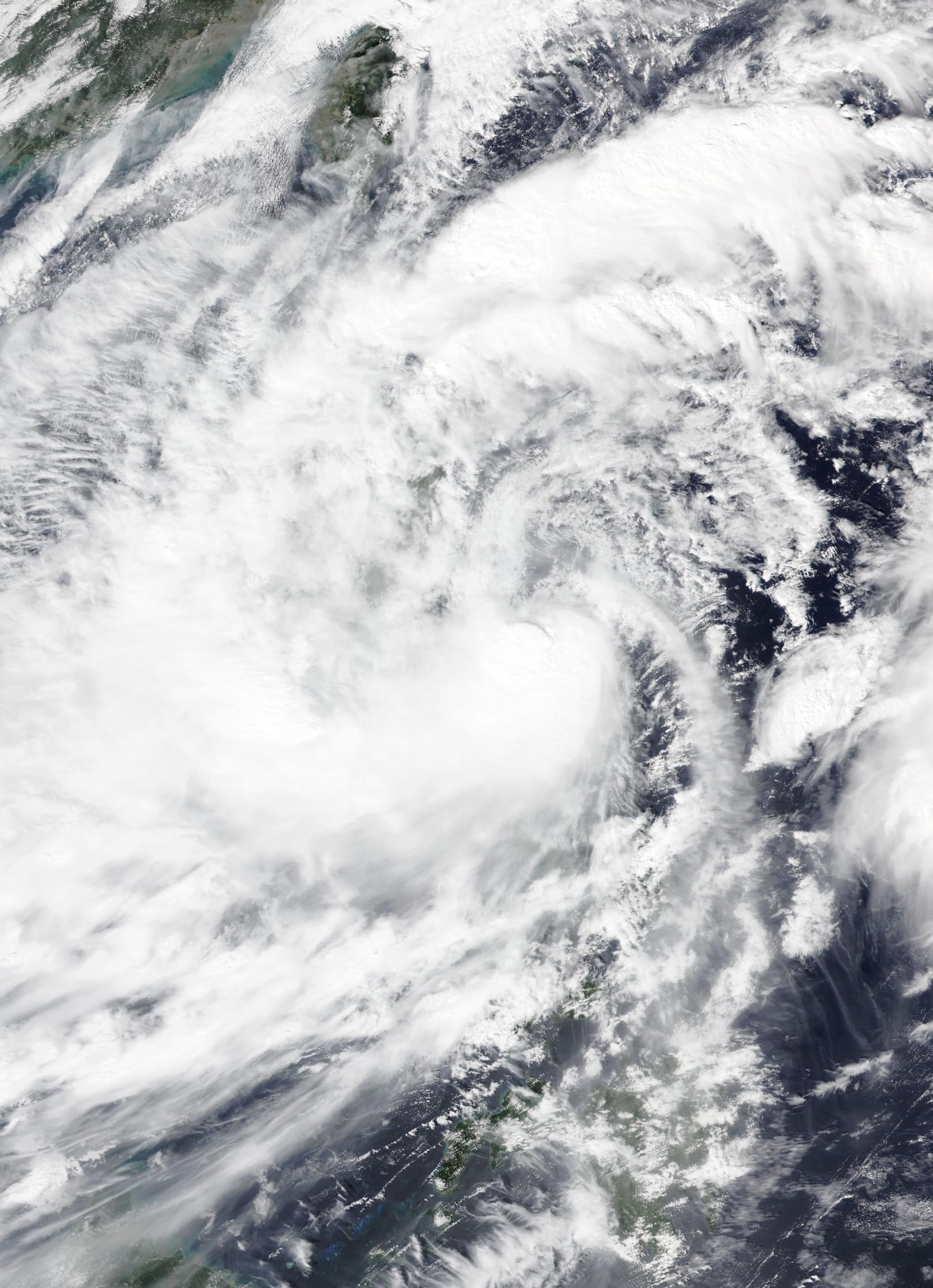
Trami ảnh hưởng đến Philippines vào 22 tháng 10

Vào ngày 19 tháng 10, Cục Khí tượng Nhật Bản (JMA) đã nâng cấp một vùng áp thấp lên thành áp thấp nhiệt đới ở phía bắc Yap. Sau đó, Trung tâm Cảnh báo Bão Liên hợp (JTWC) đã đưa ra cảnh báo TCFA đối với áp thấp này, với trung tâm hoàn lưu tầng thấp kéo dài nhưng đang hình thành cùng với các dải mây đối lưu bao quanh các phần phía bắc và phía nam. Ngày hôm sau, JTWC nâng cấp nó lên thành Áp thấp nhiệt đới "22W". Ngay sau đó, khi hệ thống đi vào Khu vực Trách nhiệm của Philippines (PAR), nó được Cơ quan Khí tượng, Thủy văn và Địa chấn Philippines (PAGASA) đặt tên là "Kristine". Vào lúc 18:00 UTC ngày 21 tháng 10, JMA nâng cấp hệ thống lên thành bão nhiệt đới và đặt tên là "Trami". Ngày 23 tháng 10, JMA nâng cấp nó lên thành bão nhiệt đới dữ dội khi nó di chuyển về phía tây bắc dọc theo rìa tây nam của một vùng áp cao cận nhiệt đới ở tầng trung. Lúc 12:30 AM PHT ngày 24 tháng 10 (16:30 UTC ngày 23 tháng 10), Trami đổ bộ vào Divilacan, tỉnh Isabela. Ngày 24 tháng 10, Trami di chuyển ra vùng biển ven bờ phía nam Ilocos Sur, để lại tàn dư của trung tâm hoàn lưu ở phía bắc Luzon.
Bão đổ bộ vào Thừa Thiên Huế và Đà Nẵng vào khoảng 10 giờ sáng giờ địa phương ngày 27 tháng 10, trước khi di chuyển chậm vào đất liền trong khi di chuyển về phía tây nam trong vài giờ sau. Cơn bão suy yếu nhanh chóng khi di chuyển quanh biên giới Lào–Việt Nam, khiến trung tâm hoàn lưu bộc lộ hoàn toàn khi suy yếu thành áp thấp nhiệt đới. Sau đó, do luồng lái yếu, bão di chuyển về phía tây nam trước khi quay đầu chữ U và dần di chuyển về phía các vùng ven biển Việt Nam. Vào lúc 21:00 UTC ngày 28 tháng 10, JTWC đã ngừng cảnh báo về hệ thống này khi gió xoáy ở tầng trung của nó bị dịch chuyển khỏi tâm. JMA tiếp tục theo dõi và hệ thống này tiếp tục suy yếu thành vùng áp thấp vào lúc 18:00 UTC ngày hôm sau.

## Chuẩn bị

### Philippines
Theo Hội đồng Quản lý và Giảm thiểu Rủi ro Thiên tai Quốc gia (NDRRMC), 168.039 người đã được sơ tán trước bão.

### Nơi khác
Theo Trung tâm Dự báo khí tượng thủy văn quốc gia, Trami được dự kiến là cơn bão thứ sáu ở Việt Nam. Phó Thủ tướng Trần Hồng Hà đã kêu gọi các cơ quan chính phủ có liên quan chuẩn bị ứng phó với tác động của Trami. Tổng cộng 285.480 quân nhân và dân quân, cùng với 12.503 xe quân sự đã được triển khai để ứng phó với cơn bão sắp tới. Bốn sân bay ở miền Trung đã tạm đóng cửa từ 6 giờ (GMT+7) ngày 27 tháng 10, đến chiều cùng ngày đã mở cửa trở lại.
Cục Khí tượng Thái Lan đã cảnh báo bão Trami sẽ mang theo lượng mưa lớn và gió mạnh vào Thái Lan. Vào ngày 23 tháng 10, Cơ quan Thời tiết Trung ương Đài Loan đã ban hành cảnh báo mưa lớn cho Vùng đô thị Đài Bắc và Nghi Lan-Hoa Liên, mặc dù Trami dự kiến sẽ không ảnh hưởng trực tiếp đến Đài Loan.

## Tác động
| Quốc gia    | Tử vong | Bị thương  | Mất tích   | Thiệt hại    |
| ----------- | ------- | ---------- | ---------- | ------------ |
| Philippines | 162     | 137        | 22         | 357 triệu $  |
| Trung Quốc  | 10      | Không biết | Không biết | Không biết   |
| Việt Nam    | 15      | 14         | Không biết | 16,7 triệu $ |
| Thái Lan    | 1       | Không biết | Không biết | Không biết   |
| Tổng        | 188     | 151        | 22         | 374 triệu $  |

### Philippines

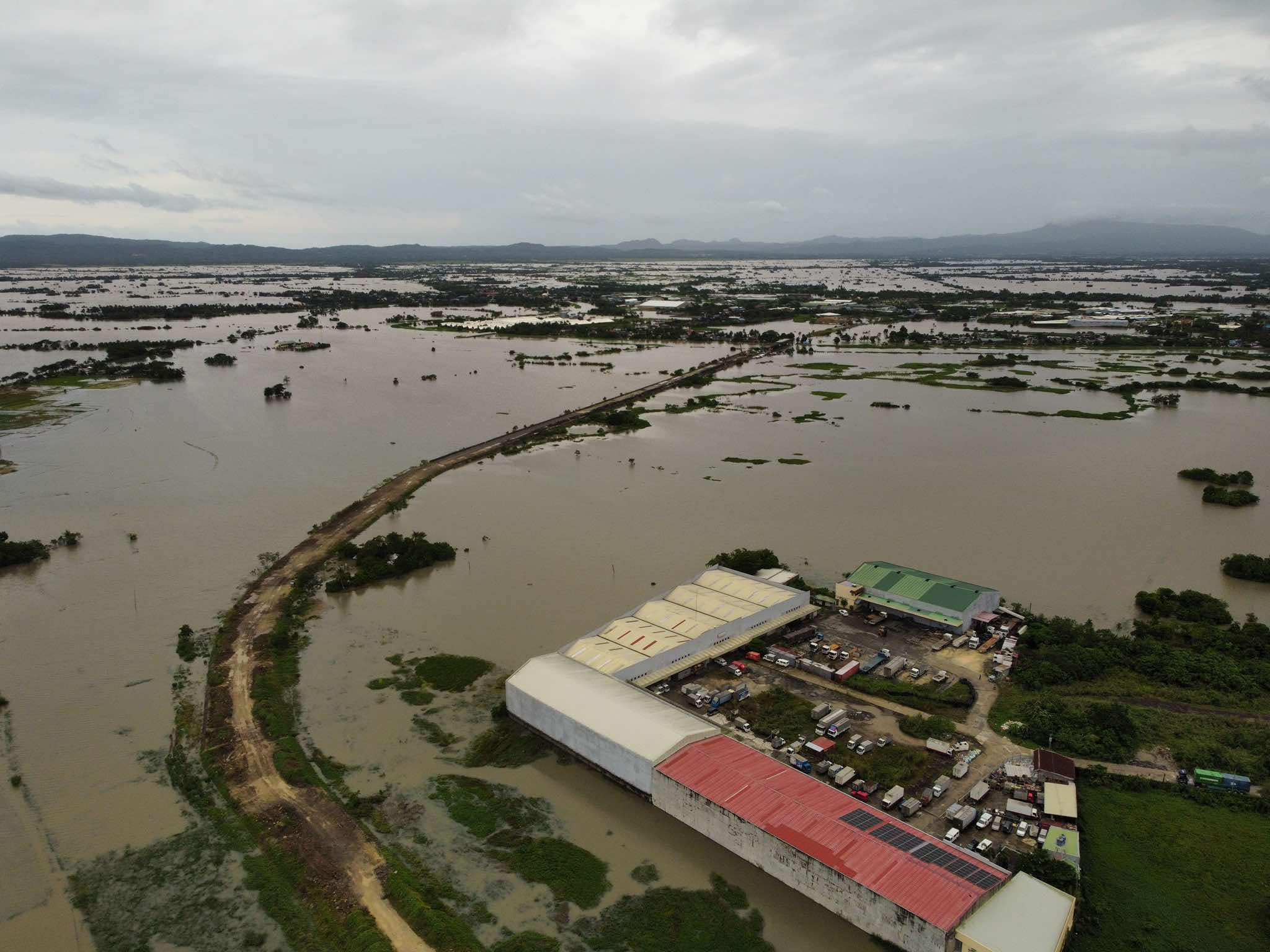
Đồng ruộng bị ngập ở Camarines Sur

Trami gây ngập lụt trên diện rộng ở Philippines, và làm 162 người thiệt mạng, 137 người bị thương cùng với 22 người khác mất tích.

### Các nơi khác
Quần đảo Hoàng Sa (hiện do Trung Quốc kiểm soát) chịu ảnh hưởng của cơn bão, tại các trạm quan trắc của Trung Quốc trên quần đảo Hoàng Sa ghi nhận gió giật từ cấp 12 đến cấp 14, trong đó có một trạm ở đảo Quang Hoà ghi nhận gió giật mạnh 153 km/h (cấp 14). Nước biển dâng lên và đã xâm nhập vào đảo Phú Lâm.
Do ảnh hưởng của cơn bão Trami (kể cả tàn dư của cơn bão) kết hợp với không khí lạnh, trên đảo Hải Nam ghi nhận có mưa to trên diện rộng cùng với một số nơi có mưa lớn. Quận Cát Dương (thành phố Tam Á) ghi nhận gió giật 118 km/h (cấp 12). Tính từ 08:00 ngày 28 tháng 10 đến 08:00 ngày 31 tháng 10; có 66 trấn, hương hoặc khu ở 13 thành phố cấp huyện và huyện trên đảo Hải Nam ghi nhận lượng mưa trên 400 mm; 24 trấn và hương ghi nhận lượng mưa trên 600 mm; 8 trấn và hương ghi nhận lượng mưa trên 800 mm và 2 trấn và hương ghi nhận lượng mưa trên 1.000 mm. Lượng mưa 1.087,1 mm ghi nhận được ở trấn Huệ Sơn, thành phố Quỳnh Hải. Có tổng cộng 10 người đã thiệt mạng ở Hải Nam.
Một số đảo gần bờ Việt Nam như Cồn Cỏ (Quảng Trị), Cù Lao Chàm (Quảng Nam) ghi nhận gió mạnh cấp 8. Trên đất liền Việt Nam, Nam Đông (Thừa Thiên Huế) và Cẩm Lệ (Đà Nẵng) ghi nhận gió mạnh cấp 8 giật cấp 9-10, Bà Nà (Đà Nẵng) có gió giật cấp 13, Sơn Trà (Đà Nẵng) gió mạnh cấp 9 giật cấp 10, Lệ Thuỷ (Quảng Bình) gió mạnh cấp 7 giật cấp 9. Cơn bão kết hợp với không khí lạnh gây ra đợt mưa lớn trên diện rộng với lượng mưa phổ biến từ 300 mm đến 600 mm tại một số tỉnh thành miền Trung, một số nơi ghi nhận lượng mưa trên 700 mm. Tại trạm Bạch Mã ghi nhận lượng mưa 1.184 mm, hồ Sông Thai ghi nhận lượng mưa 1.233 mm, đập thủy điện La Tó ghi nhận lượng mưa 1.016 mm. Cơn bão này cũng được cho là gây mưa lớn hơn nhiều cơn bão Yagi (bão số 3) đổ bộ vào Quảng Ninh dù cường độ yếu hơn. Mưa lũ do bão Trami kết hợp với không khí lạnh khiến 12 người chết và 7 người bị thương ở Quảng Bình, theo báo cáo của Mặt trận Tổ quốc các huyện. Ngoài ra có 2 người chết ở Thừa Thiên Huế (gồm 1 người bị nước cuốn khi qua đoạn đường ngập và 1 người đuối nước khi đi bắt cá), 1 người ở Quảng Nam tử vong và 3 người thương nặng do tai nạn khi chằng chống nhà cửa. Báo cáo của Cục Quản lí đê điều và Phòng, chống thiên tai cho biết có 8 người chết, 14 người bị thương tại các tỉnh thành miền Trung Việt Nam.
Tại Thái Lan, lũ lụt được báo cáo ở quận Bang Sai, tỉnh Phra Nakhon Si Ayutthaya, nơi tìm thấy một người đàn ông lớn tuổi đã chết.

## Hệ quả
Ở Philippines, theo Hội đồng Quản lý và Giảm thiểu Rủi ro Thiên tai Quốc gia (NDRRMC), tình trạng thảm họa đã được ban bố tại 256 thành phố và đô thị do tác động nghiêm trọng của cơn bão. Một lệnh đóng băng giá cả đã được ban hành tại các khu vực nằm trong tình trạng thiên tai sau cơn bão, bao gồm các hàng hóa quan trọng và ở địa phương.